# Dusona stenogaster
Dusona stenogaster là một loài tò vò trong họ Ichneumonidae.